# RNC Media
RNC Media (anciennement Radio Nord puis Radio Nord Communications) est une société de médias canadiens qui est propriétaire de stations de radio et de télévision. Fondée en 1948 par les frères Jean-Joffre et David-Armand Gourd, elle est née du regroupement des stations radiophoniques CKRN 1400 AM (Rouyn-Noranda), CKVD 900 AM (Val-d'Or), CHAD 1340 AM (Amos) et CKLS 1240 AM (La Sarre).

## Histoire
En 1957 CKRN-TV devient la première station de télévision en Abitibi-Témiscamingue. Elle est affiliée à la télévision de Radio-Canada. En 1978 l'entreprise fait une percée en Outaouais en faisant l'acquisition de CHOT-TV, une station affiliée par TVA. 
Le 15 septembre 1977, Radio-Nord a déposé une requête auprès du CRTC en vue de l'établissement d'une station de télévision de langue française dans l'Outaouais. CFVO (aujourd'hui CHOT-DT) devait d'ailleurs être contrainte de fermer ses portes un peu plus tard, mais le président directeur-général, Alain Gourd, n'en perdait pas pour autant ces ambitions. Au cours de l'année 1977, les projets d'agrandissements de Radio-Nord n'ont toutefois pas seulement été axés vers l'Outaouais, puisque la compagnie se portait acquéreur en février de l'ancien édifice Dominion, près du viaduc à Noranda, pour aménager de nouveaux bureaux et les studios de la nouvelle station MF qui doit diffuser la programmation MA de Radio-Canada sur bande MF à compter de janvier 1978 et où un ordinateur trouvera place.
En 1999, les quatre radios AM de RNC Media en Abitibi passent sur la bande FM et s'unissent pour devenir GO-FM.
Concernés par le maintien des emplois en Abitibi-Témiscamingue, le 25 octobre 2002 les employés membres du syndicat des employés en communication de l'Abitibi-Témiscamingue (SECAT) déclenchèrent une seconde grève en quatre ans. Les conditions salariales étaient aussi un point litigieux. Elle durera plus de 20 mois
Le 8 mai 2006, Genex Communications annonce qu'une entente a été conclue pour vendre à Radio Nord la station CHOI-FM de Québec. La transaction a été approuvée par le Conseil de la radiodiffusion et des télécommunications canadiennes, le 20 octobre 2006,.
À l'été 2007, Radio Nord Communications change d'identité visuelle et devient RNC Media.
Le 13 octobre 2010, la station CFGT-AM 1270 d'Alma passe sur la bande FM et devient CFGT-FM. L'annonce de ce passage avait été faite le 31 janvier 2007.
Le 1er mars 2018, l'entreprise annonce la fermeture de la station CKRN-DT, station affiliée à la télévision de Radio-Canada pour le 25 mars 2019 à minuit. L'entreprise dit préférer se concentrer sur ses stations affiliées à TVA et à V (aujourd'hui Noovo). 
Le 24 avril 2018, RNC Média vend dix de ses stations de radio régionales à Cogeco Média. La transaction comprenait ses stations présentes au Saguenay-Lac-Saint-Jean (les quatre stations composant le réseau Planète ainsi que CKYK-FM), en Abitibi-Témiscamingue (Capitale Rock 104,3 à Val-d’Or, Capitale Rock 102,1 de La Sarre et WOW 96,5 de Val-d’Or), sa station présente à Lachute (Pop 104,9) ainsi qu'à Hawkesbury (Pop 104,9)
Le 28 août 2018, RNC Média annonce par voie de communiqué, la vente de ses stations CHOI-FM (Radio X) et CKLX-FM (91,9 sports) au groupe Leclerc Communication. La vente a été autorisée par le CRTC le 30 avril 2019 sous condition. Toutefois, Leclerc Communication n'étant pas satisfait de cette décision, annonce qu'elle renonce à l'acquisition des deux stations. L'entreprise avait demandé une exception au CRTC afin d'exploiter trois stations de radio dans un même marché.
Le fonds d'archives de Radio-Nord est conservé au centre d'archives de Rouyn de Bibliothèque et Archives nationales du Québec.

### Identité visuelle (logotype)

Logo de Radio-Nord jusqu'en 2000-2001.
Logo de Radio-Nord Communications de 2001 à 2007.
Logo de RNC depuis 2007.

## Stations de radio
- CHOI-FM à Québec (Radio X 98,1)

- CHXX-FM à Québec - BPM Sports (Anciennement POP/Radio X2/ROCK 100,9 et 100.9, La nouvelle vibe de Québec, 100,9  Vibe)

- CKLX-FM à Montréal - BPM Sports (Anciennement Radio 9 et Radio X Montréal 91,9, 91,9 Sports)

- CFTX-FM à Gatineau - BPM Sports à Buckingham (Anciennement Tag Radio/Tag Radio X et Capitale Rock, POP 96,5/107,5)

- CHLX-FM  à Gatineau - 97,1 (Affiliée à Rythme FM)

## Stations de télévision
- CFVS-DT affiliée à Noovo (anciennement V et TQS)
- CHOT-DT affiliée à TVA
- CFGS-DT affiliée à Noovo (anciennement V et TQS)
- CFEM-DT affiliée à TVA

## Nouvelles
- Le TVA Nouvelles d'une propriété de cette compagnie est présenté à 12h13 et 17h58 en Abitibi-Témiscamingue et à Gatineau.
- « Aujourd'hui » était présenté à 18 h 30 sur les ondes de CKRN-DT en Abitibi-Témiscamingue jusqu'au 23 mars 2018. Les nouvelles régionales sont maintenant diffusées sur les ondes de CFVS-DT depuis le 27 mars 2018 à 17 h[15].

## Équipe Abitibi-Témiscamingue

### RNC Nouvelles
- Kémilia Laliberté : cheffe d'antenne TVA Nouvelles
- Anthony Dallaire : chef d'antenne Noovo
- Andrei Audet: chef de pupitre
- Félix Blaquière: journaliste
- Justine Desrosiers : chroniqueuse culturelle
- Alexandre Cabana : journaliste
- Alexis Dumont : journaliste